# بول لافيرتي
بول لافيرتي (بالإنجليزية: Paul Laverty)‏ هو محامي وكاتب سيناريو وممثل بريطاني، ولد في 1957 في الهند. من الجوائز التي نالها مهرجان كان السينمائي.

## جوائز
- مهرجان كان السينمائي

## وصلات خارجية
- بول لافيرتي على موقع IMDb (الإنجليزية)
- بول لافيرتي على موقع قاعدة بيانات الأفلام العربية
- بول لافيرتي على موقع ألو سيني (الفرنسية)
- بول لافيرتي على موقع أول موفي (الإنجليزية)
- بول لافيرتي على موقع قاعدة بيانات الأفلام السويدية (السويدية)
- بول لافيرتي على موقع قاعدة بيانات الفيلم (الإنجليزية)
- بول لافيرتي على موقع كينوبويسك (الروسية)